# Visuomotorik
Visuomotorik ist die Koordination von visueller Wahrnehmung und Bewegungsapparat. Sie ist Teil der Sensomotorik und umfasst unter anderem die Auge-Hand-Koordination (auch Hand-Auge-Koordination).

## Physiologische Voraussetzungen
Fast jede Bewegung des menschlichen Körpers wird über die visuelle Wahrnehmung koordiniert. Mit Hilfe des visuellen Systems erzeugt das Gehirn ein Modell der Umwelt, das die zielgerichtete Interaktion mit der physischen Wirklichkeit ermöglicht.

## Definition
Visuomotorische Leistungen sind ein wesentlicher Aspekt der kognitiven Entwicklung von Kindern. Diese sind nur bei einer entsprechenden Auge-Hand-Koordination möglich.

## Erkrankungen
Visuomotorische Störungen werden meist nach dem Schuleintritt festgestellt und führen meist zu Lernstörungen.